# Ochyrocera zabaleta
Espèce
Ochyrocera zabaleta est une espèce d'araignées aranéomorphes de la famille des Ochyroceratidae.

## Distribution
Cette espèce est endémique de la province de Santo Domingo de los Tsáchilas en Équateur,. Elle se rencontre à San José de Alluriquín vers 884 m d'altitude.

## Description
Le mâle holotype mesure 2,2 mm et la femelle paratype 1,4 mm.

## Étymologie
Son nom d'espèce lui a été donné en référence au lieu de sa découverte, le río Zabaleta.

## Publication originale
- Dupérré, 2015 : Descriptions of twelve new species of ochyroceratids (Araneae, Ochyroceratidae) from mainland Ecuador. Zootaxa, no 3956(4), p. 451-475.